# Lista de prêmios e indicações de Park Shin-hye
Esta é a lista de prêmios e indicações de Park Shin-hye.

## Lista
| Ano  | Prêmio                                           | Categoria                                       | Trabalho nomeado         | Resultado |
| ---- | ------------------------------------------------ | ----------------------------------------------- | ------------------------ | --------- |
| 2003 | SBS Drama Awards                                 | Melhor Atriz Infantil                           | Stairway to Heaven       | Venceu    |
| 2007 | MBC Entertainment Awards                         | Melhor Novamento em Show/Variedade              | Fantastic Partner        | Venceu    |
| 2007 | MBC Drama Awards                                 | Melhor Nova Atriz                               | Kimcheed Radish Cubes    | Venceu    |
| 2008 | 44º Baeksang Arts Awards                         | Melhor Nova Atriz                               | Kimcheed Radish Cubes    | Indicado  |
| 2009 | SBS Drama Awards                                 | Prêmio Nova Estrela                             | You're Beautiful         | Venceu    |
| 2010 | 8º Korean Film Awards                            | Melhor Atriz Coadjuvante                        | Cyrano Agency            | Indicado  |
| 2011 | 47º Baeksang Arts Awards                         | Atriz Mais Popular                              | Cyrano Agency            | Venceu    |
| 2011 | LETV Movies & TV Series Awards (China)           | Popularidade Feminina                           |                          | Venceu    |
| 2011 | 5th Mnet 20's Choice Awards                      | Hot Campus Goddess                              |                          | Indicado  |
| 2012 | 48º Baeksang Arts Awards                         | Atriz Mais Popular                              | Heartstrings             | Venceu    |
| 2012 | KBS Drama Awards                                 | Melhor Atriz em um Especial                     | Don't Worry, I'm a Ghost | Venceu    |
| 2013 | APAN Star Awards                                 | Prêmio de Atuação                               | Flower Boys Next Door    | Indicado  |
| 2013 | 6º Style Icon Awards                             | Beleza Natural                                  |                          | Indicado  |
| 2013 | 7º Mnet 20's Choice Awards                       | Estrela de Cinema                               | Miracle in Cell No. 7    | Indicado  |
| 2013 | 49º Baeksang Arts Awards                         | Atriz Mais Popular                              | Miracle in Cell No. 7    | Venceu    |
| 2013 | 49º Baeksang Arts Awards                         | Melhor Atriz Coadjuvante                        | Miracle in Cell No. 7    | Indicado  |
| 2013 | 17º Puchon International Fantastic Film Festival | Prêmio de Populariedade                         | Miracle in Cell No. 7    | Venceu    |
| 2013 | 33º Korean Film Critics Association Awards       | Melhor Atriz Coadjuvante                        | Miracle in Cell No. 7    | Venceu    |
| 2013 | Anhui TV Drama Awards (China)                    | Popular Atriz Estrangeira                       | The Heirs                | Venceu    |
| 2013 | SBS Drama Awards                                 | Prêmio de Melhor Dupla (com Lee Min-ho)         | The Heirs                | Venceu    |
| 2013 | SBS Drama Awards                                 | Top 10 de Estrelas                              | The Heirs                | Venceu    |
| 2013 | SBS Drama Awards                                 | Prêmio de Excelência em Média-Metragem de Drama | The Heirs                | Venceu    |
| 2014 | K-Star Awards                                    | Prêmio de populariedade                         |                          | Venceu    |
| 2014 | SBS Drama Awards                                 | Prêmio de Excelência (melhor atriz)             | Pinocchio                | Venceu    |
| 2014 | SBS Drama Awards                                 | Prêmio de Melhor Casal (com Lee Jong-suk)       | Pinocchio                | Venceu    |
| 2014 | SBS Drama Awards                                 | Top 10 Estrelas                                 | Pinocchio                | Venceu    |